# Cyclomactra tristis
Cyclomactra tristis är en musselart som först beskrevs av Reeve 1854.  Cyclomactra tristis ingår i släktet Cyclomactra och familjen Mactridae. Inga underarter finns listade i Catalogue of Life.